# Anthony Adoun Hongsaphong
Mons. Anthony Adoun Hongsaphong (* 4. dubna 1964, Pakse) je laoský římskokatolický duchovní, zvolený biskup a apoštolský vikář Vientiane.

## Život
Narodil se 4. dubna 1964 v Pakse.
Vstoupil do kněžského semináře svatého Karla Boromejského, kde získal teologické vzdělání. Poté byl poslán na studia na Freiburskou univerzitu ve Švýcarsku. Dne 3. dubna 1994 byl vysvěcen na kněze a inkardinován do apoštolského vikariátu Pakse. Po vysvěcení odešel studovat na Papežskou univerzitu svatého Tomáše Akvinského, kde získal licenciát z kanonického práva.
Od roku 1996 byl farním vikářem katedrály Neposkvrněného početí v thajském Ubon Ratčathani a soudcem arcidiecéze Tharé-Nonseng. Působil také ve farnosti Svaté rodiny v Ban Nongkhu. Roku 2005 se stal rektorem semináře Pastor Bonus v Pakse a profesorem semináře v Thakheku. Byl zodpovědný za několik farností vikariátu.
Dne 23. prosince 2024 jej papež František jmenoval apoštolským vikářem Vientiane.